# Ricky Valance
Ricky Valance, född David Spencer den 10 april 1936 i Ynysddu, Monmouthshire, Wales, död 12 juni 2020 i Spanien, var en brittisk (walesisk) sångare, och den förste walesiske man som hade en singelhit som blev nummer 1 på hitlistan: "Tell Laura I Love Her" 1960.